# Auw (Zwitserland)
Auw is een gemeente en plaats in het Zwitserse kanton Aargau en maakt deel uit van het district Muri.
Auw telt 1.869 inwoners.